# Philippe Dupouy
| (44263) Nansouty            | 28. August 1998 | [1] |
| (175726) Borda              | 29. August 1997 | [1] |
| - [1] mit Frédéric Maréchal |                 |     |

Philippe Dupouy (* 1952) ist ein französischer Amateurastronom und Asteroidenentdecker.
Er entdeckte in den Jahren 1997 und 1998 zusammen mit seinem Kollegen Frédéric Maréchal insgesamt zwei Asteroiden.
Ebenfalls im Jahre 1997 entdeckte er zusammen mit Michel Meunier den hyperbolischen Kometen C/1997 J2 (Meunier-Dupouy), der als erster mit Hilfe eines ferngesteuerten Teleskops entdeckt wurde.
Der Asteroid (214485) Dupouy wurde am 6. August 2009 nach ihm benannt.